# EQ Pegasi
EQ Pegasi (EQ Peg / GJ 896 / HIP 116132) és un sistema estel·lar en la constel·lació de Pegàs. Situat a 20,7 anys llum de distància, és un dels 100 sistemes més propers al Sistema Solar. L'estel conegut més proper a aquest sistema és Gliese 880, a 3,96 anys llum de distància.
EQ Pegasi és un estel binari les components del qual són dues nanes vermelles. La més brillant d'elles, EQ Pegasi A (GJ 896 A / LHS 3965), té un tipus espectral M3.5V i magnitud aparent +10,38. La seva temperatura efectiva és de 3280 K i la seva massa és un terç de la massa solar. Té un radi equivalent al 38 % del radi solar. La seva velocitat de rotació és molt alta per a un estel de les seves característiques —14 km/s—, sent el seu període de rotació de 1,066 dies.
L'estel acompanyant, EQ Pegasi B (GJ 896 B / LHS 3966), té tipus M4.5V i magnitud aparent +12,40. Menys massiva i lluminosa que la seva companya —la component A és entre 6 i 10 vegades més brillant que ella—, té una massa aproximada de 0,16 - 0,19 masses solars. Té una temperatura de 3080 K i un radi equivalent al 23% del radi solar. La seva velocitat de rotació —24,2 km/s— és encara major que la de la component A, ja que ambdós estels tenen el mateix període de rotació.
La separació entre ambdós components és de 6 segons d'arc i el període orbital del sistema pot ser de 359 dies. La metal·licitat de EQ Pegasi A sembla superior a la del Sol en un 20 % i l'edat del sistema s'estima en 950 milions d'anys. Ambdós estels són estels fulgurants actius, tant en raigs X com en l'ultraviolat extrem (EUV).